# Anna Maria van Schurman
Anna Maria van Schurman (født 5. november 1607 i Köln, død 4. maj 1678) var en nederlandsk maler, digter, forfatter og forsker.
Van Schurman var kendt for sin viden inden for filosofi, teologi, medicin og mindst 14 sprog, og blev betragtet som et universalgeni. Hun var den første kvinde i Europa, der studerede på et universitet.

## Biografi
Van Schurman blev født i Köln og tilbragte det meste af sit liv i Utrecht i Nederlandene.
Hun erhvervede færdigheder, herunder tysk, fransk, græsk, latin, hebraisk, aramæisk, arabisk, syrisk, persisk og etiopisk. Hun skrev teksten på fem sprog, og forfatter til en etiopiske grammatik.
I 1636 studerede hun ved universitetet i Utrecht. Udover at følge lukkede forelæsninger, oplevede hun også disputatser og foredrag, som var åbne for alle. Hun studerede sprog og medicin, men frem for alt, teologi.
I løbet af sit liv skrev Van Schurman regelmæssigt med en række fremtrædende folk i Europa, herunder Elisabeth Stuart, Simonds d'Ewes, Samuel Rutherford og Henriette Marie af Frankrig. Hun spillede en nøglerolle i et netværk af europæiske, lærde kvinder, som udover Van Schurman selv, består af blandt andre, Birgitte Thott, Khristina af Sverige, Marie le Jars de Gournay, Batsua Makin og Dorothea Moore.

## Værker (udvalg)
- De Vitae Termino (Om livets ende). Udgivet i Leiden, 1639. Oversat til nederlandsk som "Pael-steen van den tijt onses levens," udgivet i Dordrecht, 1639.
- Dissertatio De Ingenii Muliebris ad Doctrinam, & meliores Litteras aptitudine. Paris, 1638, og Leiden, 1641. Oversat til flere sprog, herunder nederlandsk, fransk, fransk (1646) og engelsk (1659, med titel "The Learned Maid or, Whether a Maid may be a Scholar").

Gennem brug af syllogismer (en metode, som blev anvendt af de lærde i middelalderen), argumenterede Van Schurman for at kvinder burde få en uddannelse inden for ethvert felt, men burde ikke bruge deres uddannelse på arbejdspladsen, samt at uddannelse ikke burde blandes med deres hjemlige pligter.
- Opuscula Hebraea, Graeca, Latina, Gallica: prosaica adque metrica.  Utrecht, 1648.

En udgave af hendes samlede værker, herunder korrespondance på fransk, latin, græsk og hebraisk. Udgaven blev genoptrykt i 1650, 1652, 1723 og 1749.
- Eukleria seu Meliores Partis Electio.  Offentliggjort i Altona, 1673. Hendes selvbiografi, forfattet på latin er oversat til nederlandsk og tysk.

## Arv
Den amerikanske kunstner Judy Chicago gav Van Schurman, én af de 39 pladser ved middagsbordet i kunstinstallationen The Dinner Party.